# NGC 619
NGC 619 é uma galáxia espiral barrada (SBb) localizada na direcção da constelação de Sculptor. Possui uma declinação de -36° 29' 22" e uma ascensão recta de 1 horas, 34 minutos e 51,7 segundos.
A galáxia NGC 619 foi descoberta em 30 de Novembro de 1837 por John Herschel.